# Белк (Алабама)
Белк (енгл. Belk) град је у америчкој савезној држави Алабама. По попису становништва из 2010. у њему је живело 215 становника.

## Демографија
Према попису становништва из 2010. у граду је живело 215 становника, што је 1 (0,5%) становника више него 2000. године.
| Група             | 2000.       | 2010.       |
| Белци             | 208 (97,2%) | 206 (95,8%) |
| Афроамериканци    | 2 (0,9%)    | 6 (2,8%)    |
| Азијати           | 0 (0,0%)    | 1 (0,5%)    |
| Хиспаноамериканци | 3 (1,4%)    | 2 (0,9%)    |
| Укупно            | 214         | 215         |